# St. George's Island, Bermuda

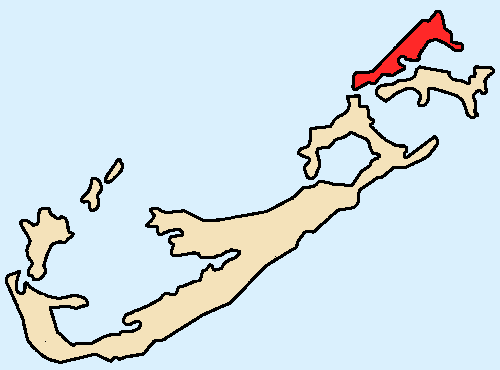
St. George's Island, Bermuda

St. George's Island este o insulă cu 1.500 loc. situată la extremitatea de nord-est a Atlanticului de vest, în aripeleagul Bermuda. Insula aparține din punct de vedere administrativ de teritoriul Saint George’s Parish.

## Date geografice
Insula are suprafața de 2,8 km², ea fiind împărțită în două de golful Mullet Bay. Relieful insulei este colinar, în partea de sud a insulei se află golful Saint George’s Harbour, unde se află localitatea Saint George. Partea sudică a insulei este o regiune de șes cu o populație rară. La sud insula se învecinează cu insula Saint David pe care se află un aeroport internațional. În prezent nu mai există legături directe pe uscat cu insula principală a Bermudelor (Grand Bermuda).

## Istoric
Saint George’s Island, este a doua insulă a Bermudelor colonizată de englezi. Ea se numea King’s Island probabil numele ei provine de la amiralul englez Sir George Somers, care a întemeiat în anul 1609 prima așzare pe insulă.